# Перекоп (Слободской район)
Перекоп — деревня в Слободском районе Кировской области в составе Озерницкого сельского поселения.

## География
Находится на левом берегу реки Летка на расстоянии примерно 42 км на север от районного центра города Слободской.

## История
Известна с 1891 года, в 1905 году учтено дворов 13 и жителей 91, в 1926 19 и 102,  в 1950 23 и 108, в 1989 году 78 жителей . 

## Население
Постоянное население  составляло 62 человека (русские 98%) в 2002 году, 63 в 2010.